# Prostitución en la Samoa Americana

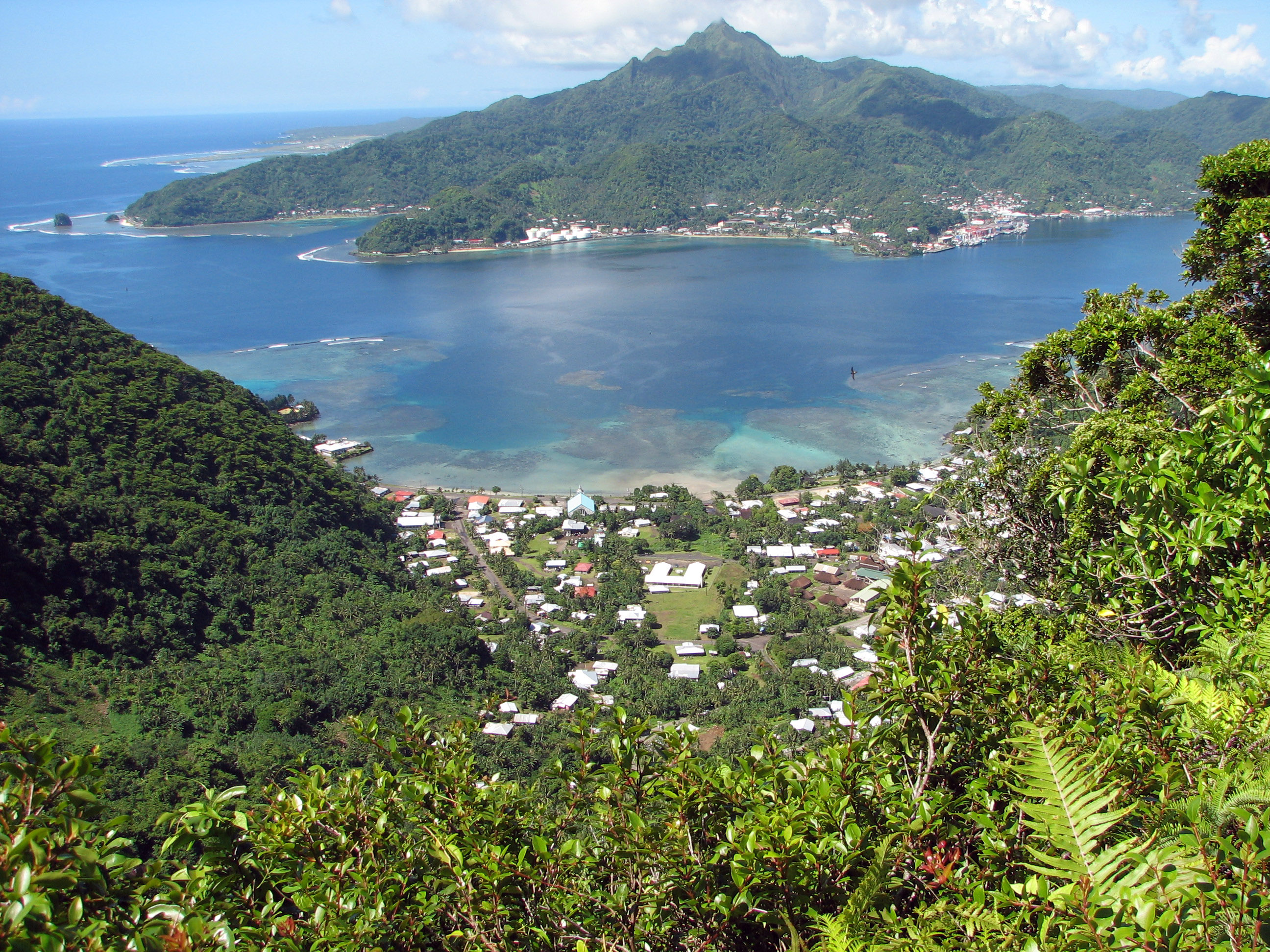
Vista de la bahía de Pago Pago, capital del territorio, donde se focaliza la actividad sexual de las islas.

La prostitución en la Samoa Americana es ilegal, al igual que otras actividades relacionadas, como el mantenimiento de burdeles y el proxenetismo. Todos estos actos están penados por la ley, incluyendo una multa de más de 500 dólares o una pena de cárcel de hasta un año para los clientes de la prostitución. La prostitución se da en bares y clubes nocturnos, y en barcos amarrados en los puertos. El relato Rain, del escritor británico W. Somerset Maugham, sobre un misionero que intenta que una prostituta abandone sus costumbres, está basado en la visita de Maugham a Pago Pago, la capital de Samoa Americana, en 1916.

## Legislación
Aunque se trata de un territorio no incorporado de Estados Unidos, la Samoa Americana es un ente autónomo que cuenta con sus propias leyes. El Capítulo 37 del Título 46 (Justicia Penal) del Código de Samoa Americana legisla contra la prostitución y las actividades conexas:
- 46.3701. Definiciones. Define los términos utilizados en la legislación;
- 46.3702. Prostitución. Tipifica como delito el acto de prostitución;
- 46.3703. Patrocinio de la prostitución. Tipifica como delito la compra de sexo;
- 46.3704. Prostitución y patrocinio de la prostitución - El sexo de las partes no sirve de defensa. Hace que los delitos sean neutrales en cuanto al género;
- 46.3705. Promoción de la prostitución en primer grado. Tipifica la prostitución forzada y la prostitución infantil;
- 46.3706. Promoción de la prostitución en segundo grado. Tipifica el proxenetismo, el proxenetismo y el mantenimiento de prostíbulos;
- 46.3707. Los locales de prostitución se consideran alteraciones del orden público. Faculta a los tribunales para clausurar los locales utilizados para la prostitución durante un período máximo de un año.

## Tráfico sexual
Las jóvenes de la cercana Samoa son llevadas a la isla, a menudo a través de contactos familiares, para realizar tareas domésticas y posteriormente son objeto de trata con fines sexuales. En 2007, cinco ciudadanos chinos fueron encarcelados por traficar con mujeres chinas en el país para trabajar como prostitutas en bares y clubes nocturnos. Los dos cabecillas fueron condenados a 62 y 63 meses de prisión. A las víctimas se les retiró el pasaporte, no se les pagó y no se les permitió salir hasta que saldaron sus deudas, cada vez mayores.
Las fuerzas del orden realizaron una redada en la Oficina de Inmigración del territorio estadounidense en enero de 2010. Se denunció que en los 6 meses anteriores los funcionarios de inmigración habían dejado pasar a víctimas de trata sin realizar los controles exigidos a las personas que entraban en el país. Posiblemente cientos de víctimas entraron de esta manera durante ese periodo. Mujeres utilizadas por una red de prostitución.
El gobierno de Samoa Americana introdujo una ley específica para combatir la trata de personas, que se reforzó en 2014.